# Dawi ‘Ubayd Allah
 (janvier 2023).
La mise en forme du texte ne suit pas les recommandations de Wikipédia : il faut le « wikifier ».
Les points d'amélioration suivants sont les cas les plus fréquents :
- Les titres sont pré-formatés par le logiciel. Ils ne sont ni en capitales, ni en gras.
- Le texte ne doit pas être écrit en capitales (les noms de famille non plus), ni en gras, ni en italique, ni en « petit »…
- Le gras n'est utilisé que pour surligner le titre de l'article dans l'introduction, une seule fois.
- L'italique est rarement utilisé : mots en langue étrangère, titres d'œuvres, noms de bateaux, etc.
- Les citations ne sont pas en italique mais en corps de texte normal. Elles sont entourées par des guillemets français : « et ».
- Les listes à puces sont à éviter, des paragraphes rédigés étant largement préférés. Les tableaux sont à réserver à la présentation de données structurées (résultats, etc.).
- Les appels de note de bas de page (petits chiffres en exposant, introduits par l'outil «  Source ») sont à placer entre la fin de phrase et le point final[comme ça].
- Les liens internes (vers d'autres articles de Wikipédia) sont à choisir avec parcimonie. Créez des liens vers des articles approfondissant le sujet. Les termes génériques sans rapport avec le sujet sont à éviter, ainsi que les répétitions de liens vers un même terme.
- Les liens externes sont à placer uniquement dans une section « Liens externes », à la fin de l'article. Ces liens sont à choisir avec parcimonie suivant les règles définies. Si un lien sert de source à l'article, son insertion dans le texte est à faire par les notes de bas de page.
- La présentation des références doit suivre les conventions bibliographiques. Il est recommandé d'utiliser les modèles {{Ouvrage}}, {{Chapitre}}, {{Article}}, {{Lien web}} et/ou {{Bibliographie}}. Le mode d'édition visuel peut mettre en forme automatiquement les références.
- Insérer une infobox (cadre d'informations à droite) n'est pas obligatoire pour parachever la mise en page.

Pour une aide détaillée, merci de consulter Aide:Wikification.
Si vous pensez que ces points ont été résolus, vous pouvez retirer ce bandeau et améliorer la mise en forme d'un autre article.
Les Dawi 'Ubayd Allah, ou Dhû-i 'Ubayd Allah (en arabe: ذو عبيد اللّه) forment une tribu arabe issue des Banu Maaqil, présente essentiellement dans l'ouest de la région de Tlemcen, en Algérie, mais également dans l'est du Maroc

## Histoire
L'autre faction des Banu Maaqil, les Dawi Mansour sont quant à eux situés au nord de Tlemcen, près du littoral. L'un de leur clan, les Thaâliba se sont, lors de la migration vers l'ouest, installés dans le Titteri. Pendant plusieurs siècles, Dawi ’Ubayd-Allah sont voisins de leurs cousins maaqiliens des Dawi Mansour, des arabes zoghbiens Beni Amer de l'Oranie, des composantes tribales Zénètes et occupent dans le Tell tous les territoires situés entre Oujda, Tlemcen et Taourirt. 
Pendant le règne des Zianides, le sultan Yaghmoracen, soucieux de l'unité de la région alors que les divisions règnes entre les différents clans, établit des confédérations tribales arabo-berbères. Ainsi, au XIIIe siècle alors que les Dawi 'Ubayd Allah et les Dawi Hassan, alliés autour d'une confédération les réunissant aux berbères de la tribu des Beni Merin (Mérinides), les Zianides décident de former un clan avec les arabes zoghbiens des Banu Suwayd, des Beni Amer de l'Oranie et des Hamiyan. Dès lors, les Suwayd formèrent l’essentiel du makhzen de Yaghmoracen; ce dernier leur accorda des fiefs (iqtā‘) où beaucoup se sédentarisèrent et assurèrent son pouvoir.

## Généalogie et localisation

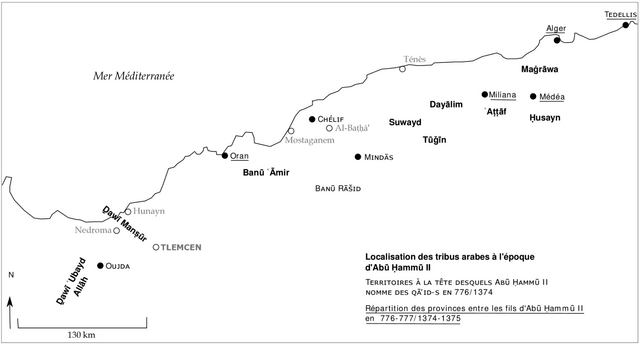
Localisation des tribus maaqiliennes sous le règne d'Abu Hammu II.

Originaires du Yémen, les Banu Maaqil sont séparés en deux groupes : les descendants de Sakîl et ceux de Muhammed. De Sakîl sont nés Ubayd Allah et Tha'lab qui donneront les deux grandes tribus du même nom. Quant à Muhammed ben Maaqil, cinq enfants naquirent: Mukhtar, Mansur, Jalal, Salim et 'Uthman. De Mukhtar naquirent Hassan, et Shibana. Hassan était l’aïeul des Dhû-i Hassan, tribu célèbre qui habite le Souss Al-Aqsa. De Shibana sortirent les Shibanat, tribu établie à côté des Dhû-i Hassan. Les Shibanat forment deux branches: les Beni Thabit et les Ahl ‘Ali [famille d’Ali]. Les Beni Thabit demeurent au pied du Saksîwï, un des monts qui composent les montagnes d'Adrian (Hoggar), et ils ont, ou avaient, pour chef Ya‘îsh b. Talha. Les Al ‘Ali habitent le désert au pied du mont Guezoul, et ont, ou avaient, pour chef Hureiz b. ‘Ali. Les familles descendues de Jalal, de Salim et de ‘Uthman s’appellent collectivement les Roqaitat et vivent en nomades avec les Dhû-i Hassan. Mansûr b. Muhammad eut fils : Husayn, Abû l-Husayn, ‘Amran et Munabba. Leurs descendants se distinguent collectivement par le nom de Dhû-i Mansûr et forment une des trois grandes branches dont nous avons donné l’indication.
Les Dawi ’Ubayd-Allah demeurent à côté des Beni Amer et reconnaissent l’autorité des Beni ‘Abd al-Wad (Zianide), dynastie zenatienne. Le territoire qu’ils occupent s’étend de Tlemcen à Oujda, et de là jusqu’à l’embouchure du Moulouya, puis, vers le midi jusqu’à la source du Za. Quand ils entrent dans le Désert, ils poussent jusqu’aux bourgades de Touat et de Tamantît ; mais, quelquefois, ils font un détour à gauche pour atteindre Tasabît et Tigurarîn. Tous ces endroits servent de point de départ aux caravanes qui se rendent en Soudan.
Les Dawi ’Ubayd-Allah forment deux grandes tribus : les Hadaj et les Kharaj. Ceux-ci descendent de Kharaj b. Mutarraf b. ‘Ubayd-Allah, et obéissent à la famille de ‘Abd al-Malik b. Faraj b. ‘Ali b. Bû ar-Rîsh b. Nshar b. ‘Uthmân b. Kharâj ; famille dont l’une ou l’autre des trois branches, savoir : les ‘Aysa b. Abd al-Malik, les Ya’qûb b. ‘Abd al-Malik et les Yaghmur b. ‘Abd al-Malik, leur fournit des chefs. Du temps du sultan Abû al-Hasan, ils obéissaient à Ya’qûb b. Yaghmur, et lors de la prise de Tlemcen par ce souverain, ils entrèrent au service de l’empire mérinide.